# Ayanna Pressley
Ayanna Soyini Pressley (ur. 3 lutego 1974 roku w Cincinnati) – amerykańska polityczka, od 2019 roku członkini Izby Reprezentantów Stanów Zjednoczonych.

## Życiorys
Ayanna Soyini Pressley urodziła się 3 lutego 1974 roku w Cincinnati i wychowywała się w Chicago. Była jedynym dzieckiem samotnej matki i ojca, który wielokrotnie miał problemy z prawem i uzależnieniami. Jej matka, Sandra Pressley, była organizatorką praw lokatorów.
Ukończyła szkołę średnią Francis W. Parker School w Chicago w 1992 roku, a następnie uczęszczała na Uniwersytet Bostoński w Massachusetts w latach 1992-1994. Porzuciła studia, aby wspierać finansowo swoją matkę.
Swoją karierę zawodową rozpoczęła w 1996 roku, pracując dla reprezentanta stanu Massachusetts, Josepha P. Kennedy'ego II. Następnie, w latach 1996-2009, pracowała dla senatora Johna Kerry'ego z Massachusetts.
W 2010 roku po raz pierwszy została wybrana do Rady Miasta Boston w stanie Massachusetts, gdzie zasiadała do 2019 roku.
W 2018 roku kandydowała do Izby Reprezentantów z 7. okręgu wyborczego stanu Massachusetts. Uzyskała nominację Partii Demokratycznej, zdobywając w prawyborach 60% głosów i pokonując dotychczasowego reprezentanta okręgu, Michaela Capuano. 6 listopada 2018 roku wygrała właściwe wybory, stając się pierwszą kolorową kobietą wybraną do Kongresu z tego stanu.
13 listopada 2018 roku, wraz z trzema innymi reprezentantkami, Alexandrią Ocasio-Cortez, Ilhan Omar i Rashidą Tlaib, utworzyła nieoficjalną grupę nazwaną The Squad. Grupa ta, kierując się progresywnymi ideami, dążyła do wprowadzenia zmian w amerykańskiej polityce.
Jej kadencja członkini Izby Reprezentantów z 7. okręgu wyborczego stanu Massachusetts rozpoczęła się 3 stycznia 2019 roku. Dwukrotnie uzyskała reelekcję.

## Życie prywatne
Zamieszkała w dzielnicy Hyde Park w Bostonie ze swoim mężem Conanem Harrisem, jedenastoletnią pasierbicą Corą i kotem o imieniu Sojourner Truth, nazwanym na cześć znanej abolicjonistki.